# Suriname a 2020. évi nyári olimpiai játékokon
Suriname a japán Tokióban megrendezett 2020. évi nyári olimpiai játékok egyik részt vevő nemzete volt. Az országot az olimpián 2 sportágban 2 sportoló képviselte, akik érmet nem szereztek.

## Kerékpározás

### Pálya-kerékpározás
Sprintversenyek
| Versenyző       | Versenyszám  | Selejtező | Selejtező | 1. forduló                    | Vigaszág                                   | Vigaszág | 2. forduló                     | Vigaszág                       | Nyolcaddöntő         | Vigaszág               | Vigaszág | Negyeddöntő          | 5–8. helyért           | 5–8. helyért | Elődöntő             | Döntő                | Helyezés |
| Versenyző       | Versenyszám  | Idő       | Hely.     | Ellenfél Győztes idő          | Ellenfelek Győztes idő                     | Hely.    | Ellenfél Győztes idő           | Ellenfél Győztes idő           | Ellenfél Győztes idő | Ellenfelek Győztes idő | Hely.    | Ellenfél Győztes idő | Ellenfelek Győztes idő | Hely.        | Ellenfél Győztes idő | Ellenfél Győztes idő | Helyezés |
| --------------- | ------------ | --------- | --------- | ----------------------------- | ------------------------------------------ | -------- | ------------------------------ | ------------------------------ | -------------------- | ---------------------- | -------- | -------------------- | ---------------------- | ------------ | -------------------- | -------------------- | -------- |
| Jaïr Tjon En Fa | Férfi egyéni | 9,472     | 6.        | Maximilian Levy (GER) · 9,922 | Xu Chao (CHN) · Nathan Hart (AUS) · 10,016 | 1.       | Harrie Lavreysen (NED) · 9,766 | Sébastien Vigier (FRA) · 9,900 | kiesett              | kiesett                | kiesett  | kiesett              | kiesett                | kiesett      | kiesett              | kiesett              | 13.      |

Keirin
| Versenyző       | Versenyszám | 1. forduló | Vigaszág | Negyeddöntő | Elődöntő | 7–12. helyért | Döntő    | Helyezés |
| Versenyző       | Versenyszám | Helyezés   | Helyezés | Helyezés    | Helyezés | Helyezés      | Helyezés | Helyezés |
| --------------- | ----------- | ---------- | -------- | ----------- | -------- | ------------- | -------- | -------- |
| Jaïr Tjon En Fa | Férfi       | 6.         | 2.       | 3.          | 3.       |               | 4.       | 4.       |

## Úszás
Férfi
| Versenyző        | Versenyszám | Előfutam | Előfutam | Előfutam | Elődöntő | Elődöntő | Elődöntő | Döntő   | Döntő    |
| Versenyző        | Versenyszám | Idő      | Hely.    | Össz.    | Idő      | Hely.    | Össz.    | Idő     | Helyezés |
| ---------------- | ----------- | -------- | -------- | -------- | -------- | -------- | -------- | ------- | -------- |
| Renzo Tjon-A-Joe | 50 m gyors  | 22,56    | 5.       | 36.      | kiesett  | kiesett  | kiesett  | kiesett | kiesett  |